# Niella Belbo
Niella Belbo – miejscowość i gmina we Włoszech, w regionie Piemont, w prowincji Cuneo.
Według danych na rok 2004 gminę zamieszkiwało 420 osób, 38,2 os./km².